# 블랭크 (영화)
《블랭크》(Blank)는 인도에서 제작된 베자드 캄바타 감독의 2019년 액션, 스릴러 영화이다. 써니 데올 등이 주연으로 출연하였다.
블랭크는 캄바타 감독의 데뷔 영화 작품이며 캐런 카파디아 최초의 영화 데뷔 작품이다. 이 영화의 주 촬영은 2018년 9월 시작되었다. 2019년 5월 3일 인도에서 극장 개봉되었다.

## 출연

### 주연
- 써니 데올
- 카란비르 샤마르마
- 캐런 카파디아